# Michelbach (Nidda)
Der Michelbach ist ein 5,3 km langer linker und südöstlicher Zufluss der Nidda.

## Geographie

### Verlauf
Der Michelbach entspringt nordöstlich von Schotten-Michelbach am Westrand des Vogelsbergs. Er mündet südlich von Schotten in die Nidda.

### Flusssystem Nidda
- Fließgewässer im Flusssystem Nidda